# Nuchtere darm
De nuchtere darm of het jejunum is het middelste deel van de dunne darm.
De nuchtere darm dankt zijn naam aan het feit dat wanneer iemand dood is, dit deel van de darm vaak leeg is, 'nuchter' dus, door de peristaltische bewegingen die op het laatst nog hebben plaatsgevonden.
Het wordt voorafgegaan door de twaalfvingerige darm (het duodenum) en gaat over in de kronkeldarm (het ileum). De nuchtere darm is ongeveer 2,5 meter lang.
In de nuchtere darm en de kronkeldarm vindt het grootste deel van de vertering en de opname van voedselbestanddelen plaats. De passage van het voedsel door de nuchtere darm en de kronkeldarm duurt 1 à 2 uren. Het zure vloeibaar gemaakte voedsel vanuit de maag wordt in de twaalfvingerige darm met het basische natriumwaterstofcarbonaat uit de alvleesklier omgezet in een neutrale tot licht basische (pH 7-9) vloeibare mix. In de nuchtere darm worden vervolgens vrijwel alle voedingsstoffen aan de vloeistof onttrokken, met behulp van enzymen in het darmsap.
Mond · 
Huig · 
Keel · 
Farynx · 
Strotklepje · 
Slokdarm · 
Maag · 
Twaalfvingerige darm · 
Papil van Vater · 
Alvleesklier · 
Lever · 
Galblaas · 
Nuchtere darm · 
Kronkeldarm · 
Dunne darm · 
Blindedarm · 
Wormvormig aanhangsel · 
Dikke darm · 
Endeldarm · 
Anus